# کشیم استرالیایی
کشیم استرالیایی (نام علمی: Tachybaptus novaehollandiae) نام یک گونه از تیره کشیم است.